# Euryproctus annulicornis
Euryproctus annulicornis är en stekelart som först beskrevs av Cameron 1903.  Euryproctus annulicornis ingår i släktet Euryproctus och familjen brokparasitsteklar. Inga underarter finns listade i Catalogue of Life.